# Schela (okręg Gorj)
Schela – wieś w Rumunii, w okręgu Gorj, w gminie Schela. W 2011 roku liczyła 410 mieszkańców.